# Ephippianthus sachalinensis
Ephippianthus sachalinensis är en orkidéart som beskrevs av Heinrich Gustav Reichenbach. Ephippianthus sachalinensis ingår i släktet Ephippianthus och familjen orkidéer. Inga underarter finns listade i Catalogue of Life.

## Bildgalleri

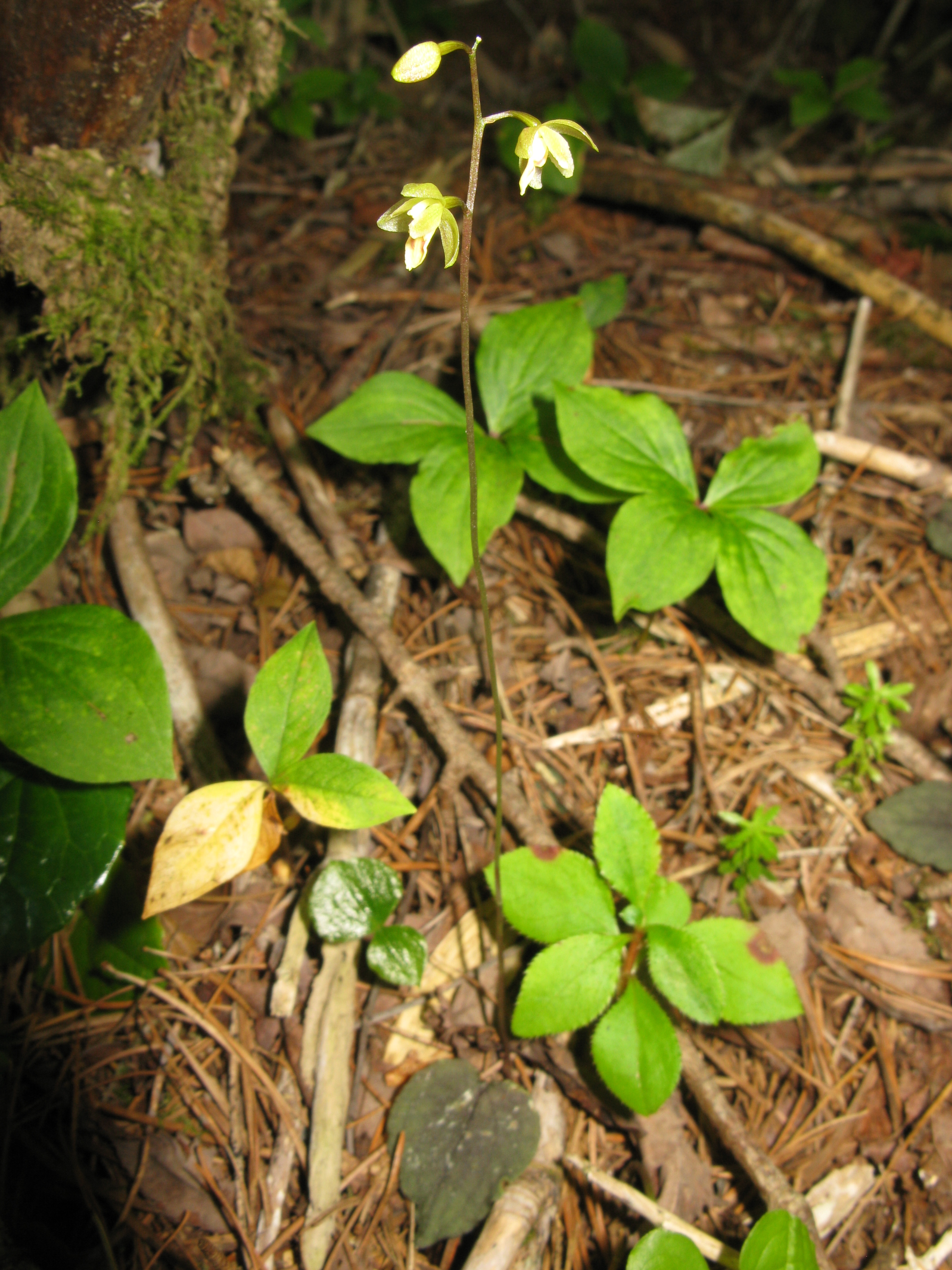
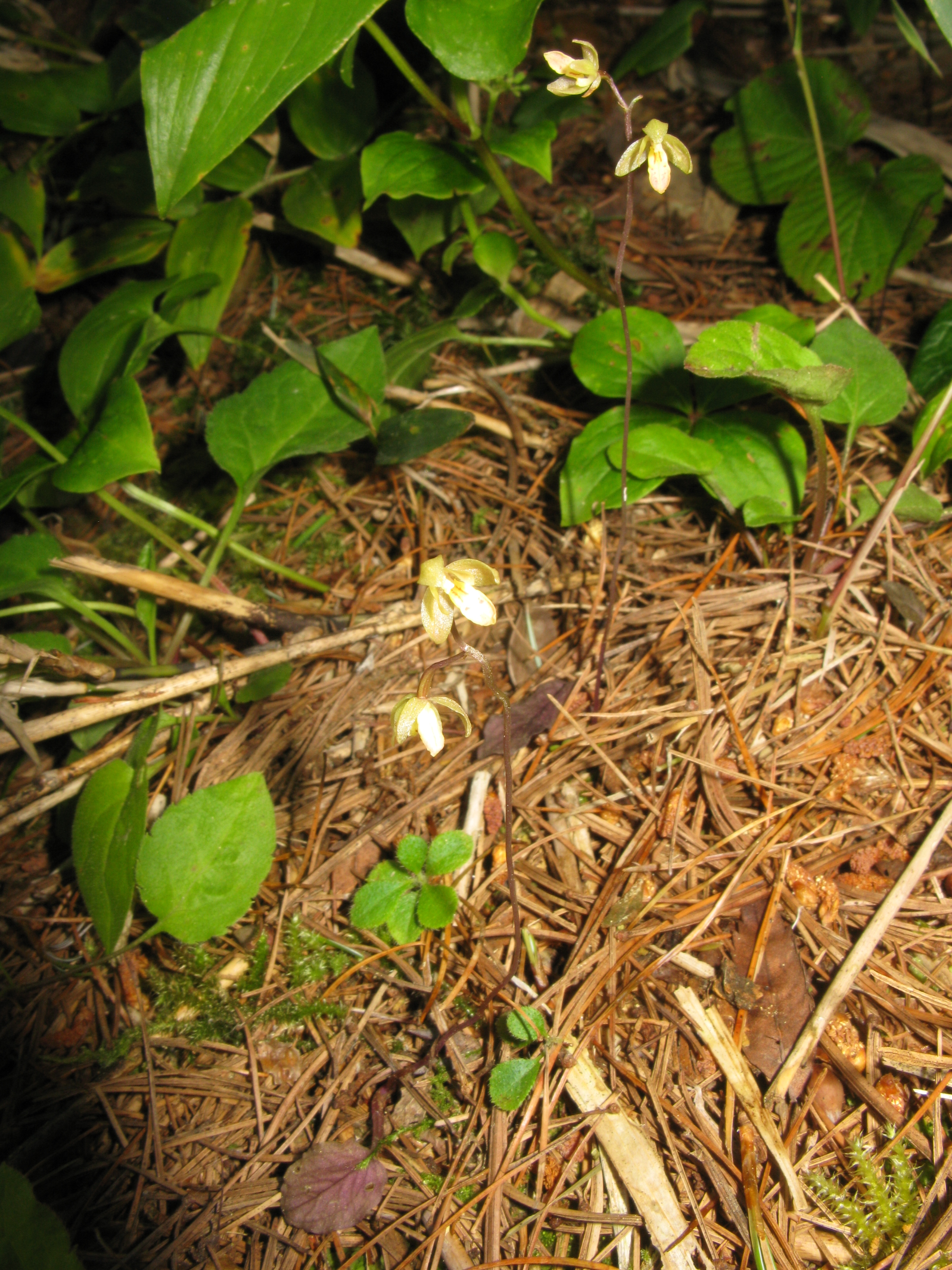
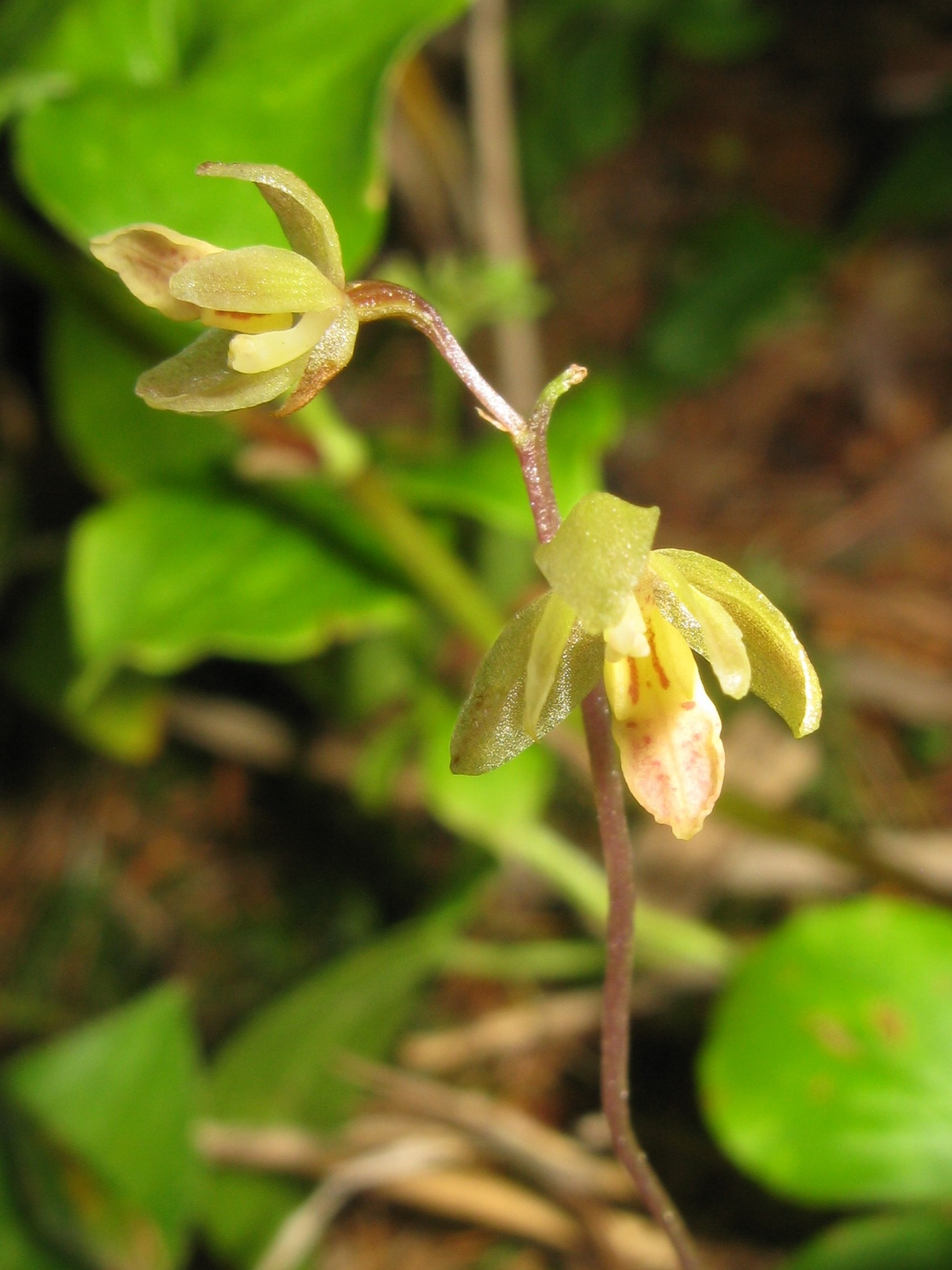
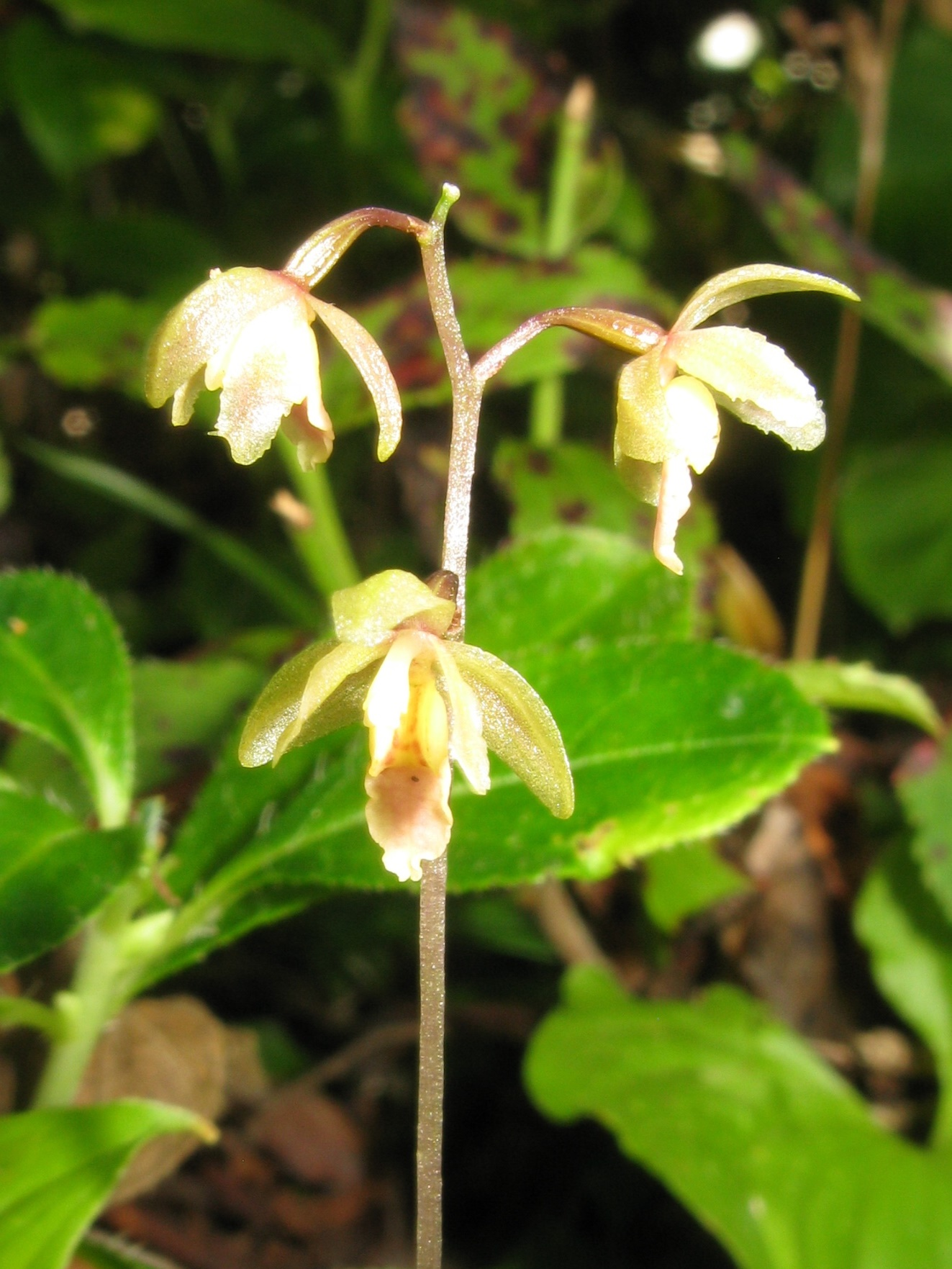
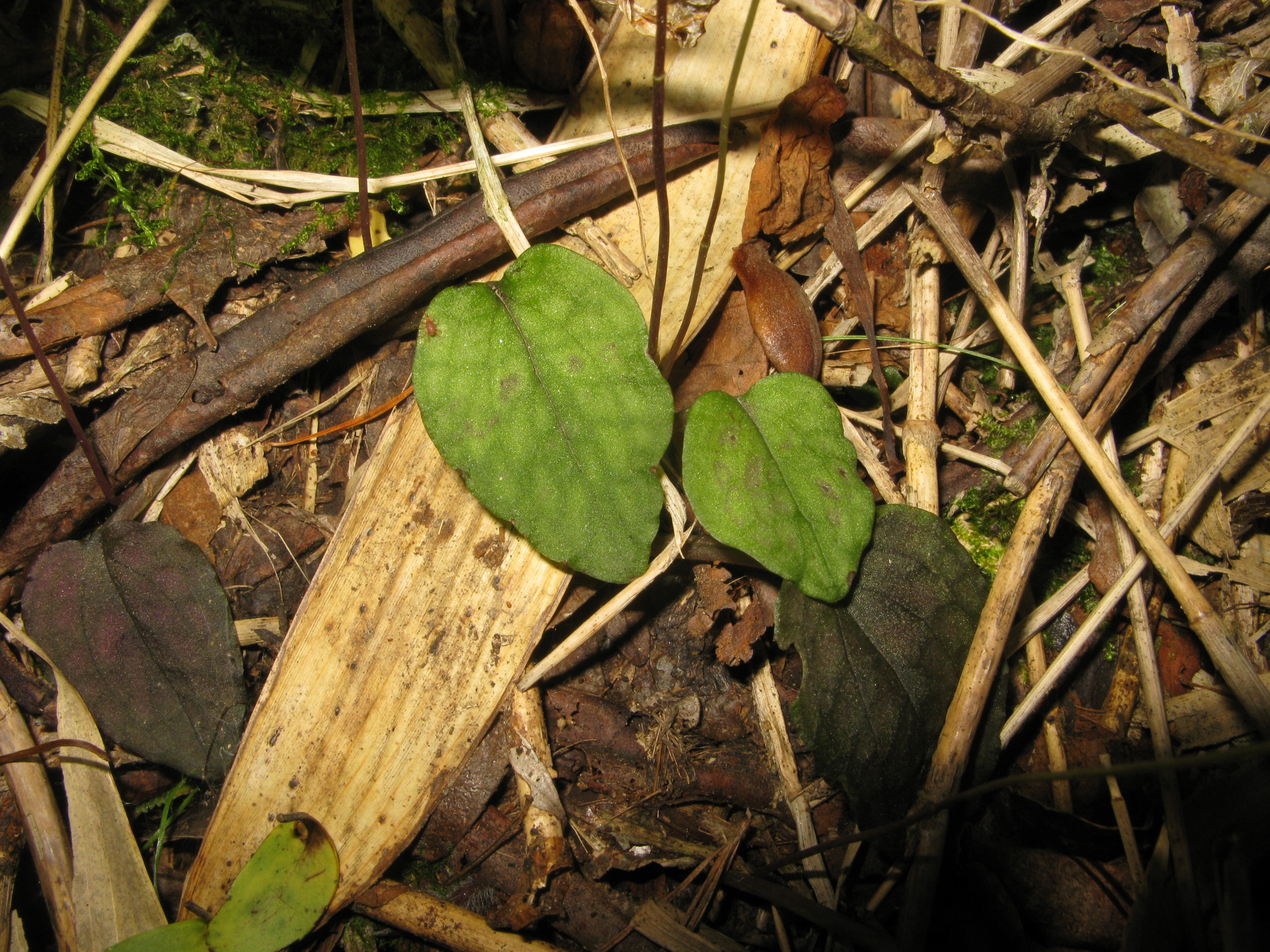
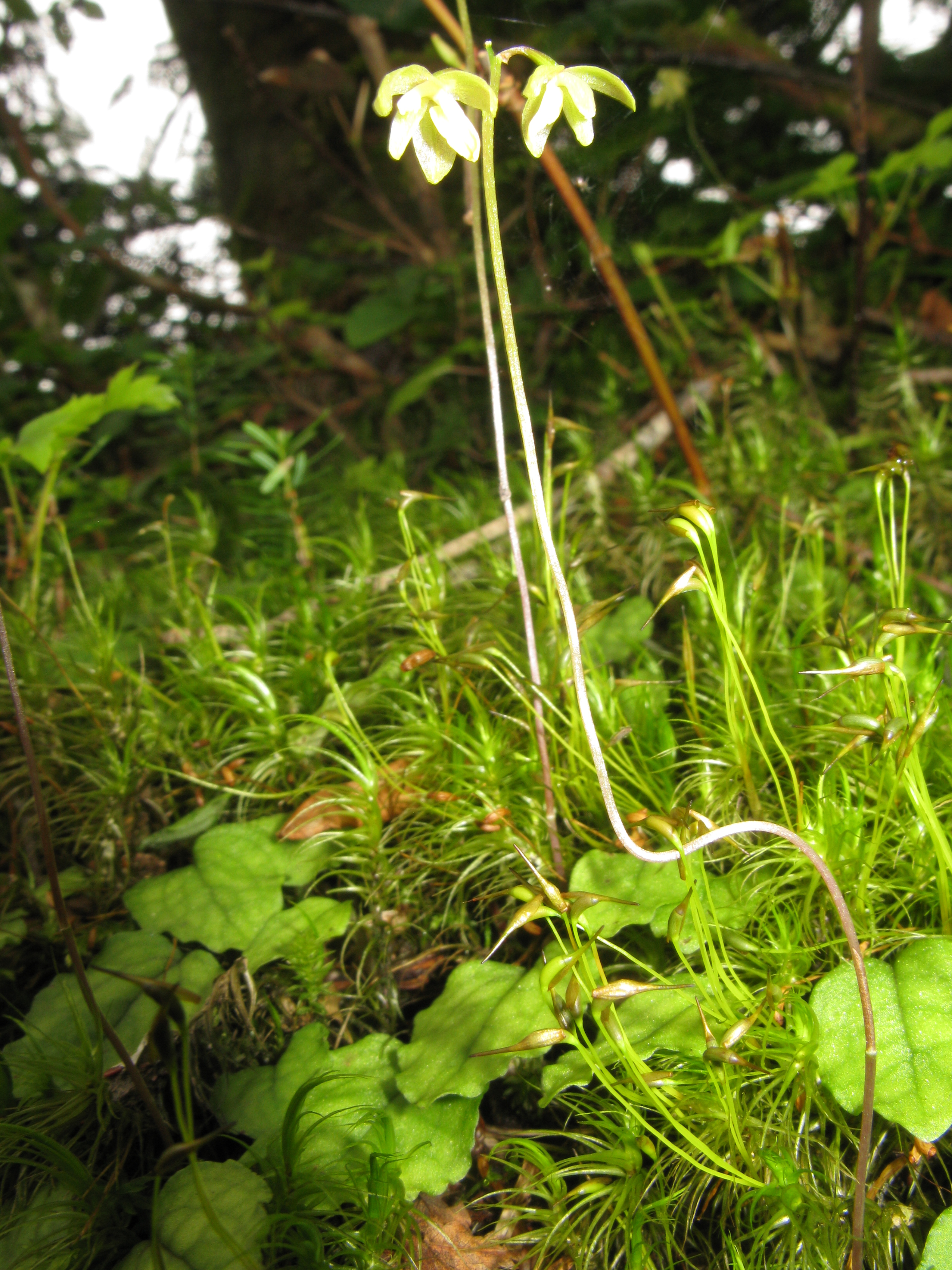